# بالوین شمالی
بالوین شمالی (به انگلیسی: Balwyn North) یک حومه شهر در استرالیا است که در ویکتوریا (استرالیا) واقع شده‌است.